# Brandon Simpson
Brandon Simpson (ur. 6 września 1981) – reprezentujący Bahrajn jamajski lekkoatleta, sprinter, trzykrotny medalista mistrzostw świata.
W startach indywidualnych najlepsze wyniki notował w biegu na 400 metrów:
- srebrny medal podczas Mistrzostw Świata Juniorów w Lekkoatletyce (Santiago 2000)
- 5. miejsce na igrzyskach olimpijskich (Ateny 2004)
- 6. miejsce podczas Mistrzostw Świata w Lekkoatletyce (Helsinki 2005)
- 4. miejsce w Światowym Finale IAAF (Monako 2005)
- srebrny medal na igrzyskach azjatyckich (Doha 2006)

Liczne sukcesy odnosił Simpson jako członek jamajskiej sztafety 4 x 400 metrów
- złoto Mistrzostw Świata Juniorów w Lekkoatletyce (Santiago 2000)
- brąz podczas Mistrzostw Świata w Lekkoatletyce (Edmonton 2001)
- srebrny medal Mistrzostw Świata w Lekkoatletyce (Paryż 2003)
- brąz Mistrzostw Świata w Lekkoatletyce (Helsinki 2005)

## Rekordy życiowe
- bieg na 400 metrów – 44,64 (2006) do 2016 rekord Bahrajnu[1]